# 與魔鬼共騎
《與魔鬼共騎》（英語：Ride with the Devil）是一部1999年美国修正主义西部片。根据丹尼尔·伍德瑞尔的小说《Woe to Live On》改编，剧本由詹姆斯·夏慕斯完成。小说和电影都反映了在南北战争时在密苏里不断升级的游击战。
该片在1999年上映6周，票房仅有635,096美元，相比三千八百万美元的制作成本，可谓惨败。

## 劇情
19世纪60年代，美國內戰一觸即發。1861年，美國成立了美利坚联盟国，南方人自恃經濟力量的雄厚，许多南方人开始用游擊戰来挑动内战的敏感神经。堪萨斯州及密苏里州的边境，两个儿时玩伴杰格·罗德（陶比·麥奎爾饰演）和杰克·布尔·柴斯（斯基特·奥里奇饰演）不经意间卷入了战争。杰格是在密苏里州土生土长的德国裔，其父亲原本希望他支持北方军队，但是他却违背了父亲的意愿，和杰克一起加入了南方军队，他们在队长布莱克·约翰（詹姆斯·卡维泽饰演）的领导下，和队友彼特·迈克森（乔纳森·雷·麦耶斯饰演）、乔治·克莱德（西蒙·贝克饰演）、黑奴丹尼尔·赫特（杰弗瑞·莱特饰演）一起在边境地界开始了漫长的游击战争，直到寒冷冬季的来临。南方军队在游击战时，杰克认识了年轻貌美的寡妇寡妇苏·李·雪莱（珠儿·克尔奇饰演），苏刚刚因为战争失去丈夫，寂寞难耐，于是两人迅速坠入爱河，但是战争却没有能够给他们过上幸福甜蜜生活的机会，他们不得不东躲西藏，为生活奔走异乡，最后在南北战争结束时，他们开始组建了新生活。

## 演员
| 演员             | 角色           | 备注                             |
| 托贝·马奎尔      | 杰格·罗德      | 密苏里州的德国裔                 |
| 斯基特·烏爾里奇  | 杰克·布尔·柴斯 | 密苏里州人，和杰格是儿时玩伴     |
| 珠儿·克尔奇      | 苏·李·雪莱     | 因南北战争而成为寡妇，和杰克相恋 |
| 杰弗瑞·莱特      | 丹尼尔·霍尔特  | 克莱德的黑奴                     |
| 西蒙·贝克        | 乔治·克莱德    | 南方联盟游击军队的队员           |
| 乔纳森·雷·麦耶斯 | 皮特·马克逊    | 南方联盟游击军队的队员           |
| 詹姆斯·卡维泽    | 布莱克·约翰    | 南方联盟游击军队的首领           |
| 強纳森·布兰戴斯  | 凯伍·怀亚特    |                                  |

## 製作
本片的主體拍攝於1998年3月25日開始，在密蘇里州的堪薩斯城進行製作，當時的片名是「To Live On」，兩週後才改成「Ride with the Devil」。

## 花絮
导演李安解释片名的含义时说：“那一群打游击的南军是史上有名的残暴，所以大家都称他们‘魔鬼’，当然他们也是史上最有名的骑士。”该片是导演李安的第六部作品，情节大部分发生在寒冷的冬季，题材选取了几个年轻人为幸福生活而不懈努力的故事，打破了以往南北战争一贯的白描战争的老旧手法。